# Hypolytrum nudicaule
Hypolytrum nudicaule là loài thực vật có hoa trong họ Cói. Loài này được Juss. ex Cherm. mô tả khoa học đầu tiên năm 1922 publ. 1923.